# Уара (Чад)
Уара (араб. وارا‎, англ. Ouara или Wara) — древний город на территории Чада, бывшая столица султаната Вадаи.

## История
С 1635 по 1870 годы Уара была столицей арабо-суданского государства Вадаи, которое располагалось в районе современного региона Ваддай республики Чад. 
Когда XIX веке из-за засухи Уара была покинута своими правителями и жителями, столица Вадаи в 1870 году была перенесена в Абеше, в 60 километрах к юго-западу от Уара.

## В настоящее время
Остатки городских стен, пострадавшие из-за времени и непогоды, окружают руины Уару по кругу диаметром 325 метров. Внутри расположены несколько зданий, в том числе:
- Резиденция (дворец) султана Абдель-Керима ибн Джаме (англ. Ibn Abdel-Kerim Djame), состоящий только из 1-го этажа и подвала, сохранилась настенная роспись[3]. Известно, что многоэтажный кирпичный дворец был построен египетским архитектором в XVI веке.
- Сторожевая башня;
- Зал для заседаний и слушаний;
- Неизвестное важное здание высотой 8 метров (важность характеризуют стены толщиной 1 метр);
- Жильё для княжеских жён и наложниц;
- За пределами дворцового комплекса расположена 25-метровая кирпичная мечеть.

21 июля 2005 году руины Уара были добавлены в кандидаты на включение в список Всемирного наследия ЮНЕСКО.